# .gr
.gr — в Інтернеті національний домен верхнього рівня (ccTLD) для Греції.

## Домени 2-го та 3-го рівнів
В цьому національному домені нараховується близько 1 620 000 000 вебсторінок станом на січень 2012 року (для порівняння: на січень 2011 року — 598 000 000 вебсторінок, на січень 2007 року нараховувалося 12 900 000 вебсторінок).
У наш час використовуються та приймають реєстрації доменів 3-го рівня такі доменні суфікси (відповідно, існують такі домени 2-го рівня):
| Суфікс  | Регламентовані користувачі                                            |
| .co.gr  | Комерційні установи, корпорації                                       |
| .com.gr | Комерційні установи, корпорації                                       |
| .edu.gr | Наукові та дослідницькі установи, коледжі, університети або інститути |
| .gov.gr | Державні та урядові установи                                          |
| .in.gr  | Родини, приватні особи                                                |
| .mil.gr | Військові організації                                                 |
| .net.gr | Провайдери, організації, пов'язані з мережами                         |
| .org.gr | Неприбуткові, неурядові організації                                   |
| .pro.gr | Професійні організації                                                |
| .sch.gr | Публічні та приватні школи                                            |